# Bulgarien i olympiska vinterspelen 1960
Bulgarien deltog med sju deltagare vid de olympiska vinterspelen 1960 i Squaw Valley. Ingen av landets deltagare erövrade någon medalj.